# Cheilanthes pantanalensis
Cheilanthes pantanalensis là một loài dương xỉ trong họ Pteridaceae. Loài này được E.L.M. Assis, Ponce & Labiak mô tả khoa học đầu tiên năm 2009.
Danh pháp khoa học của loài này chưa được làm sáng tỏ. 